# Albay
Koordinaten: 13° 12′ N, 123° 36′ O
Albay ist eine Provinz der Philippinen. Sie befindet sich im Süden der Insel Luzon in der Bicol Region (Region V).
Ihre Hauptstadt ist Legazpi City, der Gouverneur der Provinz heißt Joey Sarte Salceda.

## Geographie
Die Provinz liegt im südöstlichen Ausläufer der Insel Luzon und wird begrenzt von den Provinzen Camarines Sur im Norden und Sorsogon im Süden. Im Osten erstreckt sich der Pazifische Ozean, im Norden liegt der Golf von Lagonoy und im Nordosten der Golf von Albay, beide sind Teil der Philippinensee. Im Westen und Südwesten wiederum befindet sich der Burias-Kanal, eine Seestraße, die zwischen dem südlichen Abschnitt von Luzon und der Insel Burias verläuft und in der die Grenzlinie zur Provinz Masbate markiert.

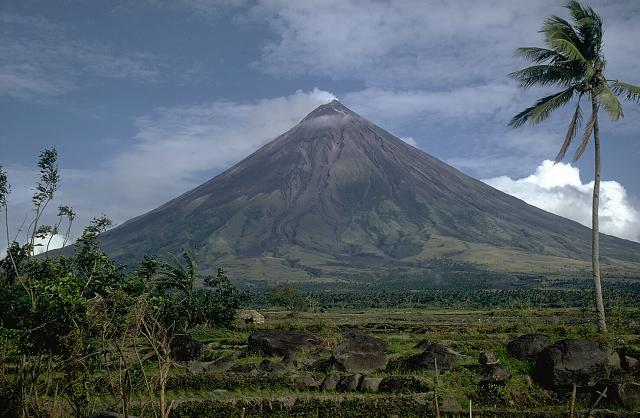
Vulkan Mayon

Das Symbol, mit der die Provinz am häufigsten gleichgesetzt wird, ist der Vulkan Mayon. Der beeindruckende aktive Vulkan formt eine malerische Kulisse vor der Stadt Legazpi City, die sich etwa 15 km südlich von ihm erstreckt.
Albay hat eine gesamte Landfläche von 2552,6 km², womit sie die 26. Stelle einnimmt und zu den kleineren Provinzen der Philippinen gehört. Der Hauptteil der Provinzfläche befindet sich auf der Bicol-Halbinsel. Daneben gehören zu Albay vier größere Inseln, die sich im östlichen Teil der Provinz im Pazifik befinden: Rapu-Rapu, Batan- (ein Teil der Gemeinde Rapu-Rapu), Cagraray- (Teil der Gemeinde Bacacay) und San Miguel Island (ein Teil von Tabaco City).
Das Provinzprofil ist generell als gebirgig zu bezeichnen, wobei die Höhenzüge von fruchtbaren Ebenen und Tälern durchzogen sind. Der Vulkan Mayon ist mit seiner Höhe von 2462 m das beeindruckendste Landschaftsmerkmal von Albay und des gesamten Bezirks Bicol Region. Der nahezu perfekt geformte Vulkan wird von vielen als einer der schönsten Vulkanen der Welt mit dem Fujisan in Japan gleichgesetzt. Andere Berge und Vulkane der Provinz sind der Masaraga, der Malinao, alle im Norden gelegen und der Catburawan im Westen von Albay. Die bewaldeten Pocdolberge liegen im Südosten der Provinz.

## Demographie und Sprache
Laut der Volkszählung vom August 2007 beherbergt Albay eine Bevölkerung von 1.190.823 Menschen, was sie in der Statistik an die 22. Stelle der bevölkerungsstärksten Provinzen des Landes setzt. Damit ergibt sich eine Bevölkerungsdichte von 427 Personen pro km², womit sie in dieser Kategorie den 10. Platz innehat. Die Bewohner verteilen sich auf insgesamt 208.640 Haushalte, das bedeutet, dass durchschnittlich 5,22 Menschen in einem Haushalt leben, also etwas mehr als der nationale Durchschnitt von 4,99.
Die Hauptsprache der Provinz ist Bikolano. Andere verbreitete Dialekte sind Abarten des Bikolanos wie Viejo, Daragueño, Legazpeño oder Albayanon, Oasnon und andere. Die in den Küstenregionen gesprochenen Dialekte sind denen der Provinz Camarines Sur sehr ähnlich, während sich jeweils die Sprachformen im Inland untereinander gleichen. Dabei unterscheiden sie sich jedoch signifikant von denen der Küstengebiete. So gibt es innerhalb der verschiedenen Ortschaften deutliche Unterschiede sowohl in der Varietät an Worten, als auch in den Aussprachen. Die größte Herausforderung bilden hierbei die vielseitigen Abwandlungen, die sich bei vielen Worten gleicher Bedeutung für ein und dasselbe Objekt oder Prinzip zwischen den einzelnen Orten entwickelt hat.
Die Mehrheit der Einheimischen versteht daneben aber auch die allgemein in der Schule vermittelten Sprachen Tagalog und Englisch.

## Wirtschaft
Der traditionelle Hauptwirtschaftszweig in Albay ist die Landwirtschaft. In der Provinz werden mehrheitlich Feldfrüchte wie Kokosnuss, Reis, Zuckerrohr, Weizen und Faserbanane, aber auch Ananas und verschiedene Gemüsearten angebaut. Handwerklich erstellte Gegenstände sind hingegen die Haupteinnahmequelle der dörflichen Bevölkerung. Die Forstwirtschaft und die Papierindustrie sind weitere bedeutende Industrien der Provinz. Die Herstellung von Abacá-Produkten wie der Manilahanf, Hüte, Taschen, Matten und Hausschuhe sind ebenso nennenswerte Einkommensquellen, die insbesondere in dieser Region entwickelt haben.
Die Waldgebiete beinhalten ergiebige Ressourcen an Bauholz, Rattan, Pilinussbäumen und Elemi. Des Weiteren bieten die Ebenen weites Grasland, die als Weideflächen für Pferde, Rinder, Carabaos, Ziegen und Schafe genutzt werden.
Die Industrieschwerpunkte der Provinz sind die Geothermischen Kraftwerke in Tiwi und Manito, die Goodfound Zementfabrik in Camalig, die Isarog Papier und Zellulosefabrik in Daraga sowie die Legaspi Ölgesellschaft und zwei andere Kokosnussölmühlen in Legazpi City, die Albay zu einem führenden Industriegebiet innerhalb Luzons erhebt.
Entlang der Küsten und auf den Inseln der Provinz ist dagegen die Fischerei das bedeutendste Gewerbe, während sich rund um den Mayon ein stärker werdender Tourismus entwickelt.
Die Provinz ist mit seinen Häfen Legazpi National, Pio Duran Provincial und dem Pantao Regional Port ein wesentlicher Umschlagpunkt für Güter von und zu anderen Häfen des Landes. Legazpi City besitzt zudem einen Provinzflugplatz mit regelmäßigen Linienflügen nach Manila und zu den Visayas. Eine regelmäßige Eisenbahnverbindung besteht zwischen Manila und Ligao City, sie wird von der Philippine National Railways betrieben.

## Politische Gliederung
Albay ist unterteilt in 15 eigenständig verwaltete Gemeinden und 3 Städte. Drei der Gemeinden. Polangui, Daraga und Guinobatan sind hierbei als Gemeinden der ersten Einkommenskategorie eingeordnet.
Die Gemeinden und Städte wiederum sind untergliedert in insgesamt 720 Barangays (Ortsteile).
Die Provinz teilt sich weiterhin in drei Kongress Distrikte auf.

### Städte
- Legazpi City
- Ligao City
- Tabaco City

### Gemeinden
| - Bacacay - Camalig - Daraga - Guinobatan - Jovellar - Libon - Malilipot - Malinao | - Manito - Oas - Pio Duran - Polangui - Rapu-Rapu - Santo Domingo - Tiwi |

## Geschichte

### Vorspanische Ära
Das heutige Albay und das sie umgebende Gebiet wurde ursprünglich als Ibalon bezeichnet, als 1569 eine spanische Expedition unter Luis Enriques de Guzman von Panay aus die Inseln Masbate und Ticao wie auch das Gebiet von Ibalon erkundete. Der Augustinermönch Vater Alonzo Jimenez forcierte die Christianisierung der einheimischen Bevölkerung von Ibalon, Camarines und Burias. Er lernte dabei den einheimischen Dialekt Bicolan und komponierte einen Katechismus in dieser Sprache.
Im Juli 1573 folgte eine Gruppe von 120 spanischen Soldaten unter der Führung von Juan de Salcedo, die die Ortschaft Santiago de Libong gründeten. Eine kleine Siedlung in einem von Mangroven umgebenen Sumpf wurde um 1616 mit dem Namen Albay bay bedacht (was so viel hieß wie „bei der Bucht“). Der Ort wurde später in Albay umbenannt und erhielt schließlich den Namen Legazpi, nachdem sich die Bezeichnung Albay für die gesamte Gegend etabliert hatte.

### Spanische und amerikanische Kolonialisation
1649 kam es zu einer Rebellion der Einheimischen, die sich gegen ihre Einberufung nach Cavite erhoben, wo sie für den Bau von Galeonen vorgesehen waren. Im Jahre 1814 zerstörte ein verheerender Ausbruch des Mayon die Ortschaft Cagsawa bei dem 1200 Menschen den Tod fanden und der den Ort bis auf die Grundmauern niederbrennen ließ.
Während des frühen 19. Jahrhunderts wurde aus der Abacá-Pflanze der Manila-Hanf fabriziert, der für die Herstellung von Schiffstaue verwendet wurde und sich zu einem der wertvollsten Industriewaren des Gebietes entwickelte.
Am 22. September 1898 wurde während der Philippinischen Revolution eine Revolutionsregierung innerhalb der Provinz Albay gegründet, der Anaceto Solano als Provinzpräsident vorstand.
Obwohl am 22. April 1901 unter Colonel Harry H. Bandholtz, dem kommandierenden Offizier der Bicol-Region, eine amerikanisch geprägte Zivilregierung in der Provinz eingerichtet wurde, kam es zu ständigen Angriffen auf die neue amerikanische Herrschaft. So führte im Jahre 1901 während des Philippinisch-Amerikanischen Krieges nach der Festnahme des philippinischen Generals Vito Belarmino der Revolutionär Simeon Ola etwa 1000 Mann in den Kampf gegen die amerikanische Besatzungsmacht. Ola wurde als letzter philippinischer General zusammen mit sechshundert seiner Männer gefangen genommen, was das Ende der philippinischen Gegenwehr markierte.

### Japanische Besatzung
Im Dezember Jahre 1941 betraten Kampftruppen der japanischen Imperialen Armee das Provinzgebiet. So besetzte das japanische Kimura-Kommando am 12. Dezember 1941 die Stadt Legazpi City. Der Bezirk wurde dabei lediglich von einer philippinischen Polizeieinheit unter Major Francisco Sandico verteidigt. Am 19. Dezember war die gesamte Bicol-Halbinsel bis hinunter nach Sipocot, Camarines Sur, in der Hand der japanischen Angreifer.
1945 begann die Befreiung der Provinz durch philippinische Guerillakämpfer und amerikanische Truppen, die die Rückeroberung der Region alsbald abschließen konnten.

### Politische Entwicklung
Im Jahre 1846 wurden die Inseln Masbate, Ticao und Burias auf Anweisung des Gouverneurs Narciso de Claveria von Albay getrennt und formten nunmehr die comandancia (Kommandantur) Masbate. Albay wurde in diesem Zuge in vier Distrikte untergliedert: Iraya, Cordillera oder Tobacco, Sorsogon und Catanduanes. 1894 wurde Sorsogon zu einer eigenständigen Provinz und Catanduanes folgte im Jahre 1945. Die Provinz Albay selbst wurde offiziell am 10. März 1917 eingerichtet.

## Klima
Albay besitzt drei Klimazonen. Die östlichen Gebiete besitzen ein gemäßigtes Klima ohne eine ausgesprochene Trockenperiode, wobei die Monate Dezember und Januar durch stärkere Regenfälle auffallen. In den westlichen Gebieten kommen mehr oder weniger ausgiebigen Regengüsse das gesamte Jahr über auf, während die zentralen Regionen von diesen starke Niederschlägen verschont werden und sich hier stattdessen eine kurze Trockenzeit von November bis Januar ausbildet.
Die Provinz wird im Durchschnitt pro Jahr von 20 Taifunen mit Windgeschwindigkeiten von 60 bis 180 km/h getroffen. Die durchschnittliche Niederschlagsmenge liegt bei 233 mm, die Temperatur im Mittel zwischen 33,15 °C und 22,6 °C.

## Sehenswürdigkeiten
- Die symmetrischen Schichtvulkane Mayon, Masaraga und Malinao
- Der Mayon-Volcano-Nationalpark
- Der Cagsawa-Ruinen-Park
- Das Legazpi-City-Museum
- Misibis Island (Cagrary, Bacacay)
- Corangon Island (Tiwi)
- Cagraray Island (Bacacay)
- Die Vera-Fälle
- Die Busay-Fälle
- Der Kapuntukan-Hügel